# Фрегозо, Джано Младший
Джано ди Кампофрегозо (итал. Giano Fregoso; Генуя, 1455 — Брешия, 1525) — дож Генуэзской республики.

## Биография
Сын Томмазино Фрегозо и Катарины Маласпины, родился в Генуе около 1455 года. С детства Джано обучался воинскому искусству. Еще подростком, между 1460 и 1464 годами, Джано вместе с семьей уехал на Корсику, где его отец, пытаясь обуздать вечный конфликт между местными феодалами и Банком Сан-Джорджо, попытался отстоять права своей семьи на остров, предоставленные папой Николаем V. Томмазино собрал личную армию, среди командиров которой был и Джано. В 1477 году войска Фрегозо безуспешно противостояли миланским войскам на острове, несмотря на то, что Томмазино поддержали многие местные землевладельцы. Отец и сын были арестованы и отправлены в Милан, но в 1478 году были освобождены благодаря дипломатическому вмешательству кузена Джано и дожа Баттисты Фрегозо и Боны Савойской, герцогини Милана. Томмазино вернулся на Корсику, где был пленен губернатором острова от имени герцога Милана Сфорца. В 1482 году, по решению своего отца, Джано был провозглашен графом Корсики.
Вскоре Джано вступил в конфликт с местными лордами, некоторые из которых считали его поступки и поведение недопустимыми. Почувствовав опасность возможных восстаний против него, Джано к концу 1482 году окончательно отказался от претензий на Корсику и вернулся в Геную. В столице республики он оставался до августа 1488 года, когда его двоюродный брат дож Паоло ди Кампофрегозо был свергнут силами Сфорца и семьи Адорно. Как и другие члены его семьи, Джано был вынужден покинуть Геную и найти убежище в Риме при дворе кардинала Савоны Джулиано делла Ровере, будущего папы Юлия II. Здесь Джано встретил Оттавиано ди Кампофрегозо, с которым запланировал на лето 1506 года экспедицию в Геную с целью свержения французского господства. Несмотря на неблагоприятную позицию папы Юлия II, трое членов семьи Фрегозо - Джано, Оттавиано и Алессандро - отбыли на борту брига из Рима, но были перехвачены папскими галерами.
В конце 1506 - начале 1507 годов Джано и Оттавиано перебрались в Болонью, чтобы избежать давления папы Юлия II, где они вскоре получили известие о восстании генуэзцев против французов и против старой генуэзской знати. Фрегозо организовали новую экспедицию и достигли деревни Боргетто-ди-Вара (8 января 1507), где к ним присоединился маркиз Джованни ди Бьясса с 400 солдатами. Отплыв из Сестри-Леванте, войска Фрегозо достигли деревни Сампьердарена 10 января, где их встретило франко-генуэзское войско. Солдаты Фрегозо бежали, и Джано и Оттавиано вернулись в Болонью, а затем в Рим. 28 апреля 1507 года Генуя вернулась под французскую власть.
Джано оставался в Риме до 1509 года, выполняя поручения папы, после чего, с согласия Юлия II, поступил на венецианскую службу. На службе Венеции он был награждён (1510) должностью генерал-губернатора. Вскоре Джано был отозван в Рим папой, который наконец принял твердое решение противостоять французскому господству в Генуе. Джано, наряду с венецианскими патрициями Маркантонио Колонна и Джироламо Контарини, встал во главе армии, которая получила задачу восстановить суверенитет и независимость Республики Генуя. Однако нападение со стороны моря и по суше было отражено французскими и генуэзских солдатами, и под угрозой разгрома нападавшие отступили.
Вернувшись в Венецию, Джано еще раз бывал в Риме при дворе Юлия II в ноябре 1511 года, чтобы разработать план новой атаки против французов, используя образованный несколькими итальянскими государствами альянс. В феврале 1512 года войска Фрегозо (450 солдат и 50 всадников) вступили на территорию Республики Генуя и двинулись от Кьявари к Генуе. Джано имел при себе специальный патента кардинала Маттео Шиннера, который приказывал французам передать власть в Генуе Джано Фрегозо.
Французский гарнизон забаррикадировался внутри маяка Генуи, а Сенат Республики пошел на соглашение с Фрегозо и альянсом, образовав специальную примирительную комиссию. Соглашение, достигнутое между сторонами, позволило Джано вступить в Геную без боя. 
29 июня 1512 года Джано - главный претендент на должность дожа - был избран на высший пост государства.

## Правление
Правление Джано длилось всего около года из-за направленного против него нового союза семей Фиески и Адорно и контрнаступления Людовика XII, что вынудило Джано покинуть город на корабле 25 мая 1513 года.
Он решил вернуться к служению Венецианской республике и в чине генерал-губернатора возглавлял венецианскую армию в войнах в Ломбардии. В 1516 году во главе венецианских войск он сумел нанести тяжелое поражение армии Максимилиана I Габсбурга в сражении при Рокка-де-Анфо близ Брешии.
Джано вскоре ушел в отставку и остался в Брешии, где и умер в 1525 году в возрасте семидесяти лет. Его останки были захоронены в церкви Санта-Анастасия в Вероне.

## Личная жизнь
Джано был женат на Альдобелле Лека, которая родила ему детей: Чезаре, Фрегозу, Эрколь, Леонарду, Сусанну, Алессандро (?-1565), Катарину, Франческу (?-1529) и Аннибале (?-1552).